# Operation kjoltyg
Operation kjoltyg (originaltitel: Operation Petticoat) är en amerikansk komedifilm från 1959 i av Blake Edwards, med Cary Grant och Tony Curtis i huvudrollerna.

## Handling
Ubåtskaptenen Matt T. Sherman (Cary Grant) försöker få ordning på sin ubåt under andra världskrigets första dagar, vad anbelangar USA:s inblandning efter Pearl Harbor. Ubåten blir nämligen bombad och sänkt i hamn innan den över huvud taget haft ett enda uppdrag. Med hjälp av en duktig, men relativt lat, fixare (Tony Curtis) försöker han reparera sin ubåt för att kunna segla till Australien för det nödvändiga arbetet som krävs för dem att återvända in i aktiv tjänst. Saker och ting blir inte lättare när de tvingas ta ombord en grupp kvinnliga sjuksköterskor och via ett måttligt misslyckat lackeringsarbete, där man blandar blyvitt och mönja, får en ubåt helt i rosa.

## Rollista (i urval)
- Cary Grant – Matthew T. "Matt" Sherman
- Tony Curtis – Nicholas "Nick" Holden
- Joan O'Brien – Dolores Crandall
- Dina Merrill – Barbara Duran
- Gene Evans – "Mo" Molumphry
- Richard Sargent – Ensign Stovall
- Arthur O'Connell – Sam Tostin
- Virginia Gregg – Edna Heywood
- Robert F. Simon – J.B. Henderson
- Robert Gist – Watson

## Om filmen
Det gjordes 1977 en TV-serie efter filmen. Den gick i två år mellan 1977 och 1979 och huvudrollen spelades inledningsvis av John Astin. Serien blev kanske mest berömd efter man rollbesatte Tony Curtis dotter, Jamie Lee Curtis i rollen som den kvinnliga sjuksköterskechefen.
Filmen var nominerad till en Oscar för bästa originalmanus.